# Amerikanizace

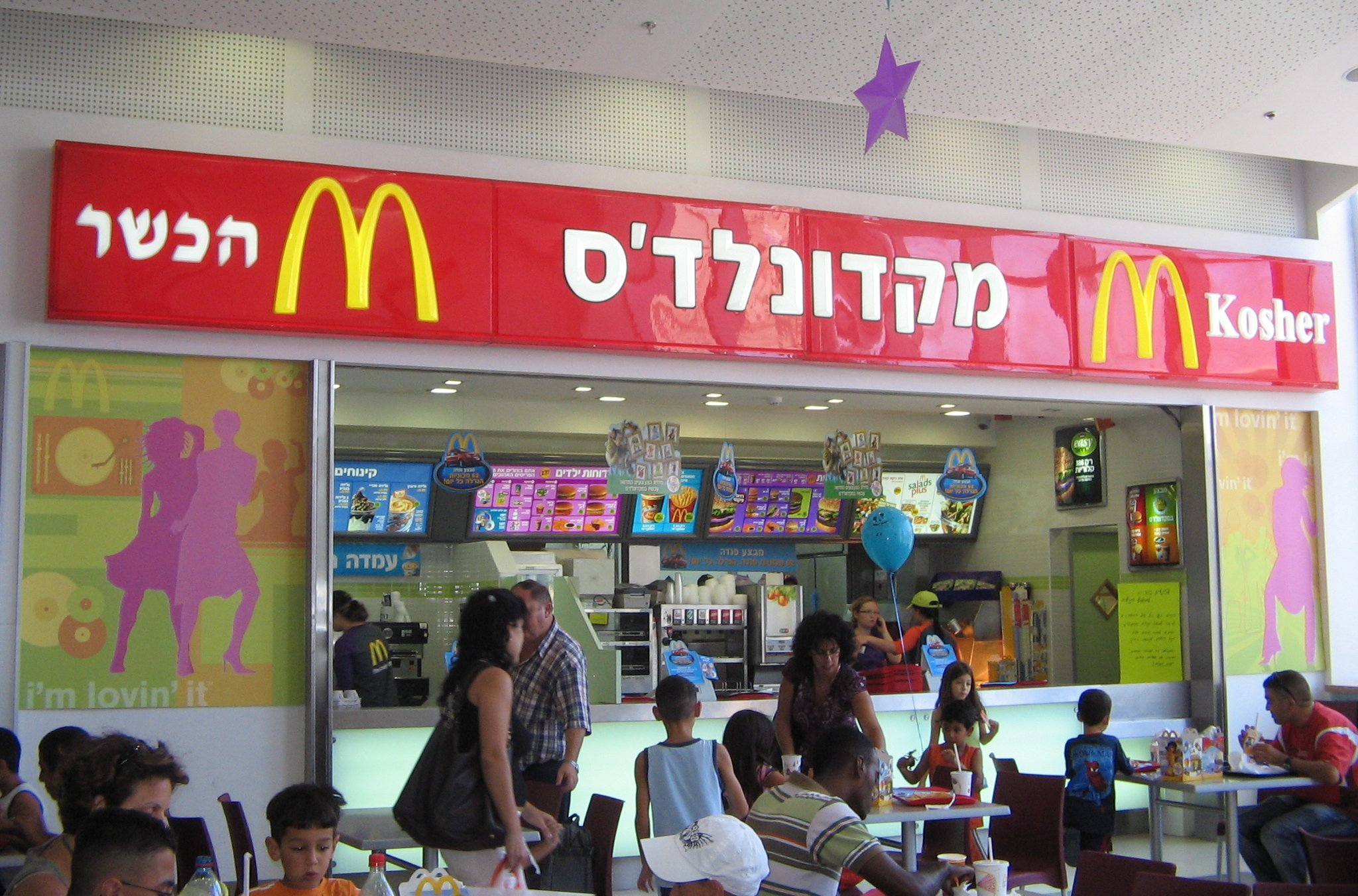
Košer verze restaurace McDonald's ve městě Aškelon], stát Izrael

Amerikanizace je termín popisující ovlivňování okolního světa určitými částmi kultury Spojených států amerických a jím zapříčiněný posun tohoto světa směrem k jejich hodnotvým a kulturním hlediskům. Lze jí označit za součást globalizace. Jako celá globalizace je amerikanizace vnímána velmi rozporuplně. Amerikanizace se objevila na počátku 20. století. Hrubý domácí produkt USA je od počátku 20. století největší mezi státy.

## Média
V druhé polovině 20. století se díky moderní komunikaci, globalizaci a satelitní komunikaci šířila americká kultura, televizní seriály, filmy a moderní hudba do celého světa. Díky stále většímu počtu diváků se tak Hollywood a další filmová studia v USA stala centrem nejen americké ale i světové televizní zábavy a získala tak vliv na celý svět. V Evropě se objevily filmové žánry zcela nečekané, např. akční filmy či situační komedie. I americká hudba ovlivnila styl a směr moderní hudby nejprve evropské a poté i celosvětové.
Vlády v některých zemích (například Írán) se snaží vliv amerikanizace potlačit zákazy, tato opatření jsou však považována za nedemokratický akt. Tendence k omezování vlivu amerických pořadů se objevují i v Evropské unii. Ta určuje ve veřejnoprávních médiích vysílajích na území členských států EU podíl mezi domácí a ostatní tvorbou, a to za účelem podpory vlastní tvorby.
Za nejamerikanizovanější zemi v Evropě se považuje tradičně Norsko následované Finskem.

## Obchod
Kromě médií je amerikanizace spojená ještě se změnou původně amerických firem v nadnárodní. Spojené státy jako ekonomicky nejsilnější země na světě vyváží veliké množství zboží i technologií. Společnosti jako McDonald's, Coca-Cola, Google či Microsoft se velmi úspěšně rozšířily do všech koutů světa, ve všech zemích dodržují téměř stejnou firemní kulturu, která vychází právě z té americké.